# Rezerwat przyrody Hubale
Rezerwat przyrody Hubale – faunistyczny rezerwat przyrody znajdujący się na terenie gminy Zamość, w powiecie zamojskim, w województwie lubelskim. Znajduje się w obrębie otuliny Roztoczańskiego Parku Narodowego oraz obszaru specjalnej ochrony ptaków sieci Natura 2000 „Roztocze” PLB060012; w zbliżonych do rezerwatu granicach powołano też specjalny obszar ochrony siedlisk „Hubale” PLH060008 o powierzchni 34,4 ha.

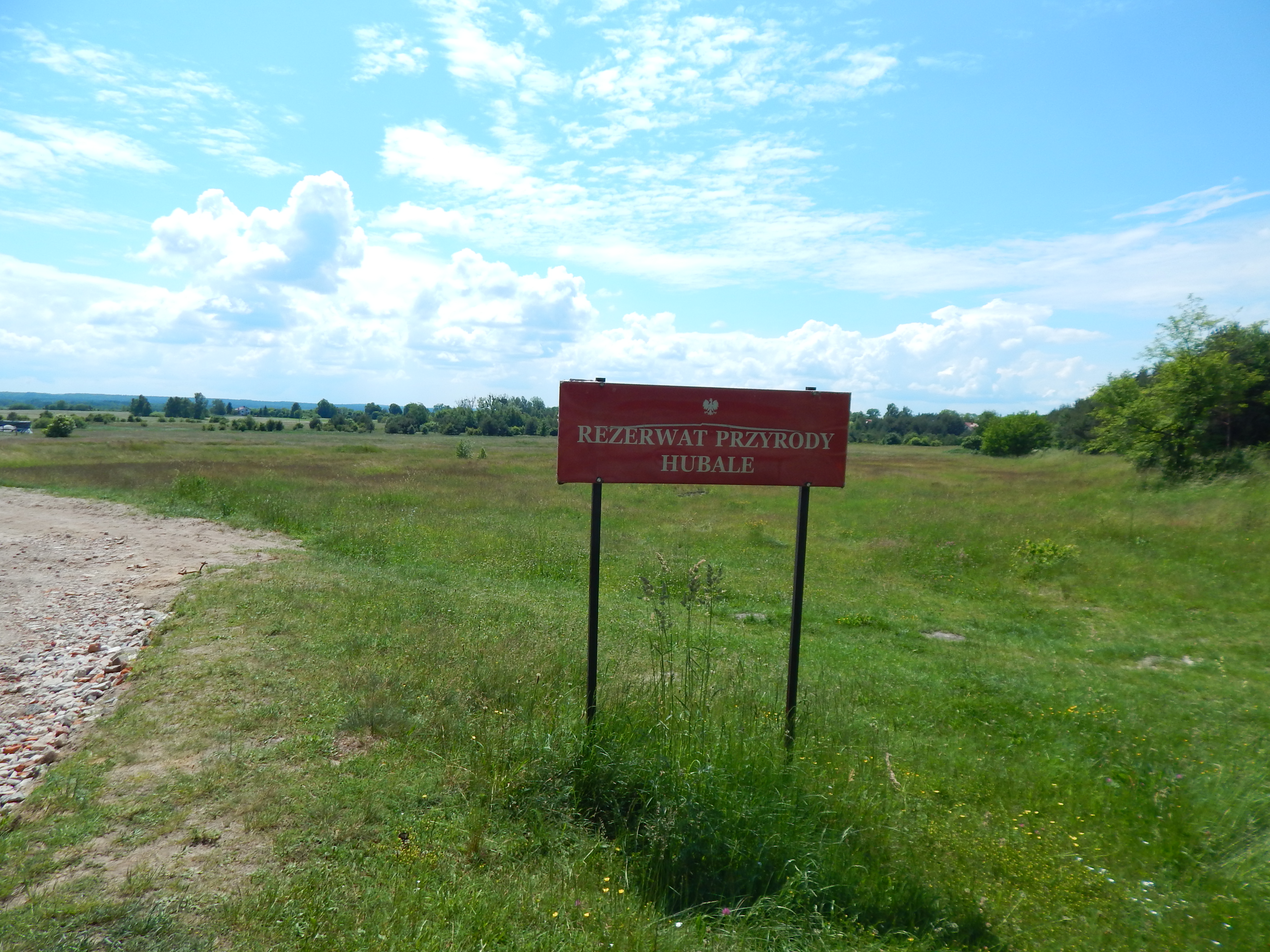
Tablica z nazwą rezerwatu

- powierzchnia (według aktu powołującego) – 35,00 ha
- rok utworzenia – 1982
- dokument powołujący – Zarządzenie Ministra Leśnictwa i Przemysłu Drzewnego z dnia 26 marca 1982 roku w sprawie uznania za rezerwat przyrody (MP nr 10, poz. 74).
- przedmiot ochrony (według aktu powołującego) – zachowanie stanowiska susła perełkowanego.

Obecna kolonia susłów powstała w wyniku reintrodukcji przeprowadzonej w 2014 roku, gdyż wcześniej susły na tym terenie samoistnie wyginęły.